# Ter Apel

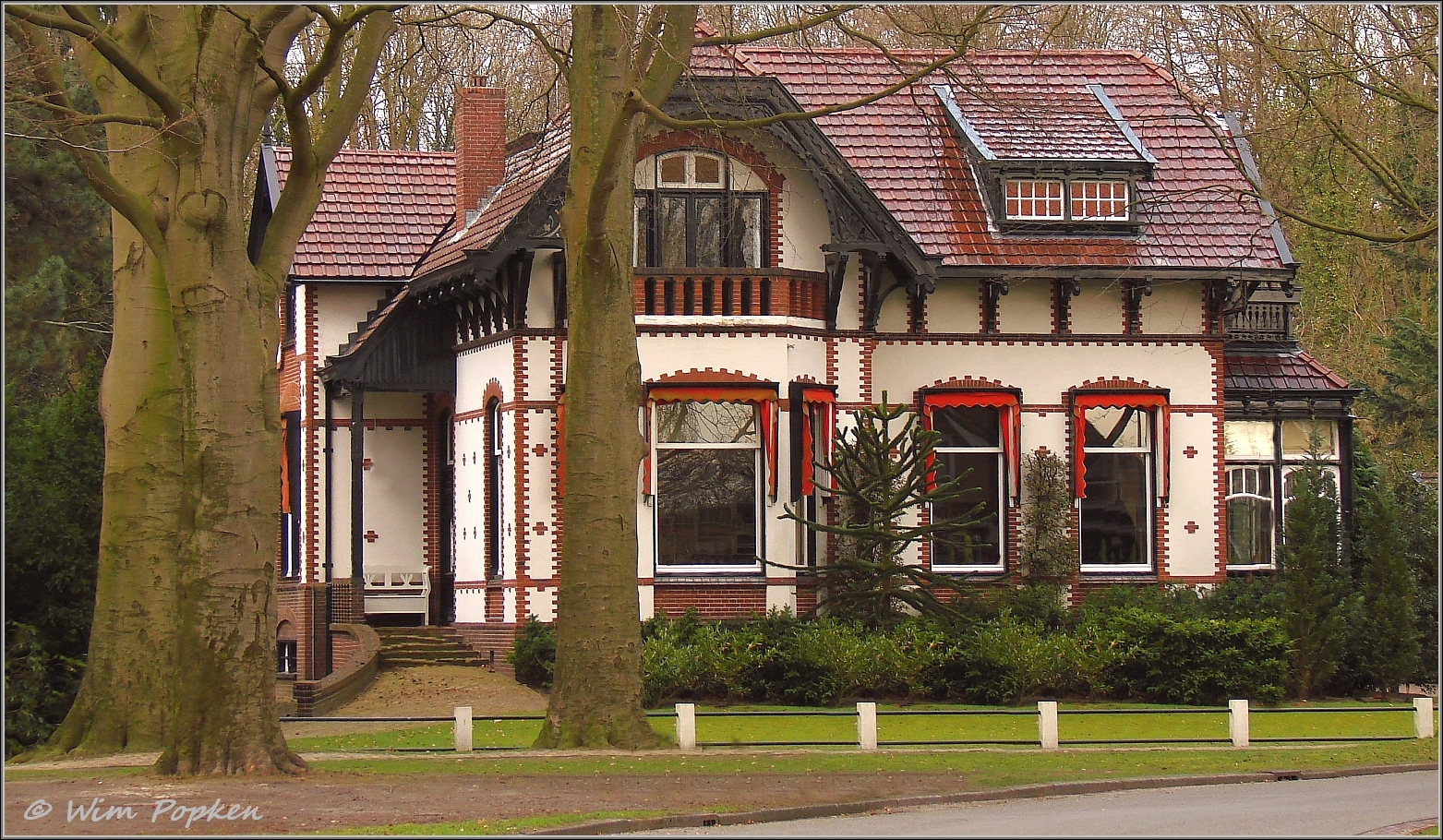
Edificio classificato come rijksmonument a Ter Apel

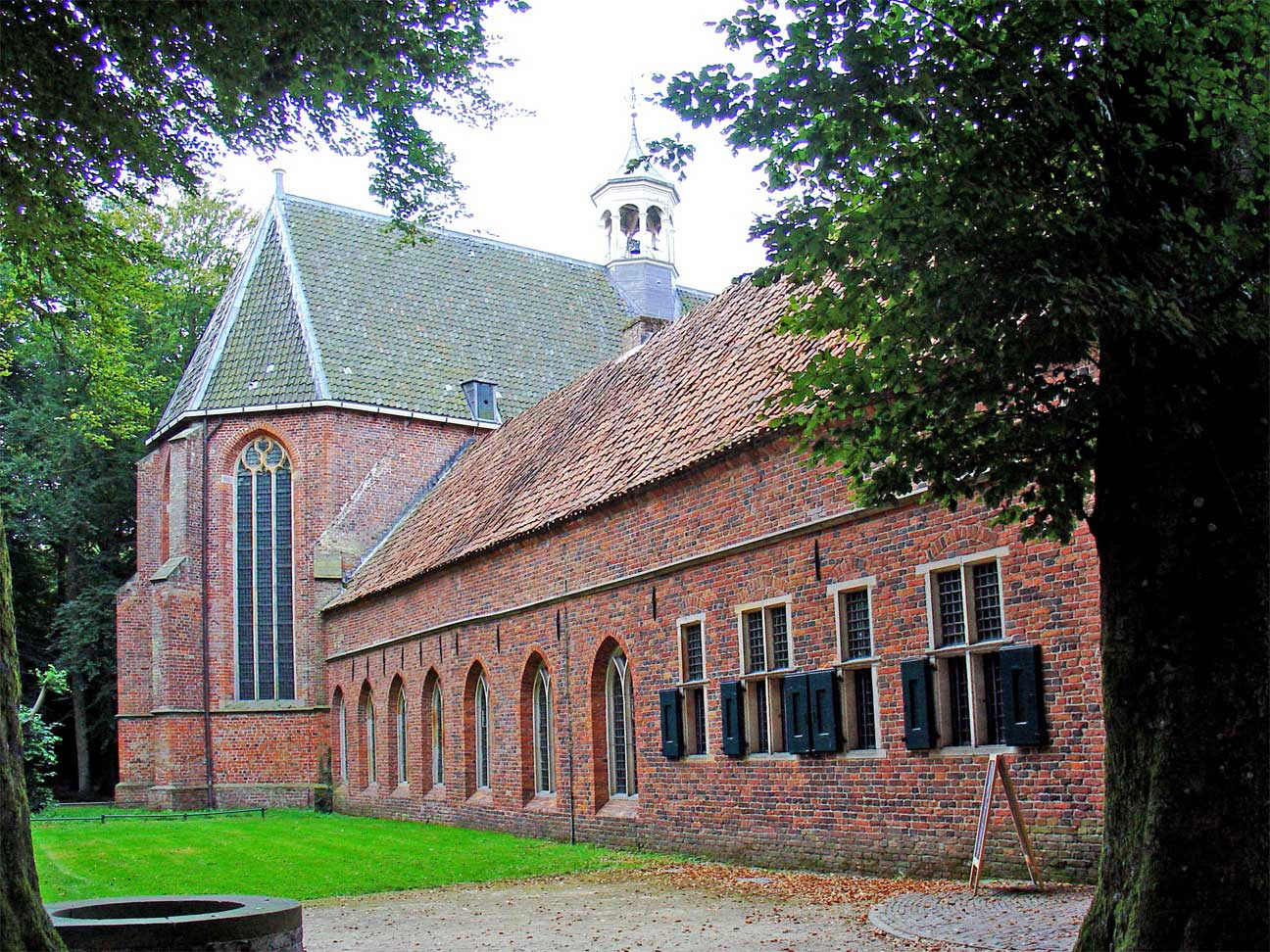
Il monastero di Ter Apel

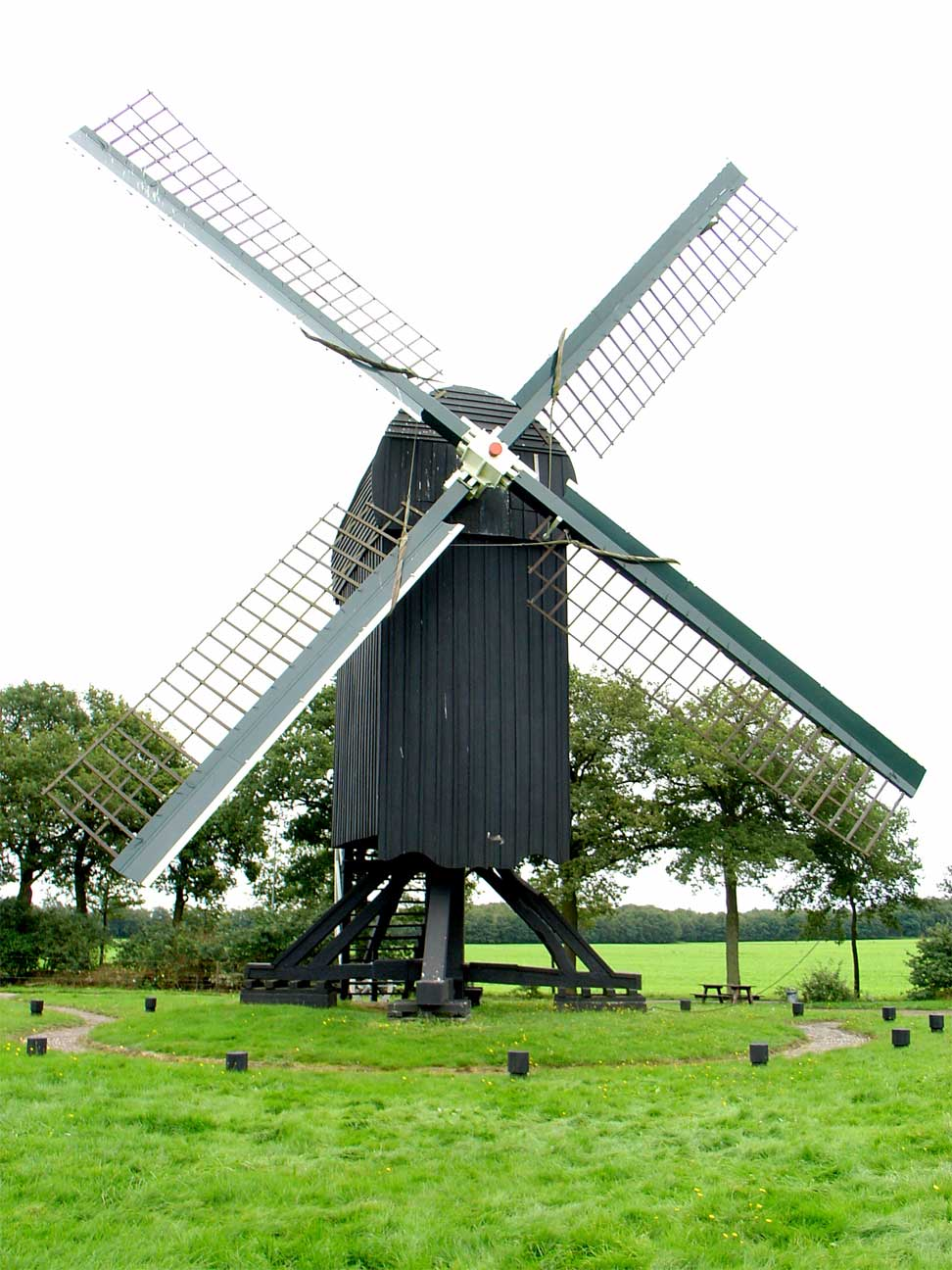
Lo standerdmolen (mulino a vento in legno) situato nella buurtschap di Ter Haar

Ter Apel (in Gronings: Troapel; nei dialetti locali: Ter Oapel e Drapel) è una località di circa 9.000 abitanti del nord-est dei Paesi Bassi, facente parte della provincia di Groninga e situata nella regione di Westerwolde, al confine con la Germania.  È il centro maggiore della municipalità di Vlagtwedde.

## Geografia fisica
Il villaggio di Ter Apel si trova incastonato nell'angolo che costituisce l'estremità meridionale della provincia di Groninga, a pochi chilometri dal confine con la provincia della Drenthe e lungo il confine con il Land tedesco della Bassa Sassonia ed è situato nei pressi della confluenza del Musselkanaal con lo Stadskanaal, a pochi chilometri a sud del villaggio di Musselkanaal.
La superficie di Ter Apel è di 2.492 ettari, di cui 62 sono costituiti da specchi d'acqua.

## Origini del nome
Il toponimo Ter Apel, attestato anticamente come Ter-Aple, tho Apell (1517), ther Aepell (1595) e Draepel (1602), è forse formato dai termini â, "acqua", e pôl, "stagno", oppure potrebbe derivare dall'antico frisone â-pôl.

## Storia
In origine Ter Appel era una cittadella fortificata.
Nel 1924 fu realizzata la linea ferroviaria che collegava Ter Appel a Munnekemoer, che avrebbe dovuto essere prolungata anche oltre il confine, ma che fu dismessa appena due anni dopo.

## Monumenti e luoghi d'interesse
Benningwolde vanta 13 edifici classificati come rijksmonumenten.

### Architetture religiose

#### Monastero di Ter Apel
Il principale monumento del villaggio è il monastero di Ter Apel: fondato nel 1464 o 1465 da Jacobus Wiltinck, fu ristrutturato nel 1933 e ora ospita un museo d'arte e storia religiosa.

#### Willibrorduskerk
Altro importante edificio religioso di Ter Apel è la Willibrorduskerk, realizzata nel 1880 su progetto di W.V.A. Tepe ed ampliata nel 1924 su progetto di W.A.M te Riele.

### Architetture civili

#### Standerdmolen di Ter Haar
A Ter Apel, segnatamente nella buurtschap di Ter Haar, si trova inoltre l'unico esempio originale di standerdmolen (mulino a vento in legno) della provincia di Groninga: questo mulino fu costruito nella forma attuale nel 1832, ma le sue origini risalgono al 1619.

## Società

### Evoluzione demografica
Ter Apel conta una popolazione pari a 8.970 abitanti, di cui 4.475 sono donne 4.495 sono uomini.

## Geografia antropica

### Suddivisioni amministrative
Buurtschappen
- Agodorp
- Barnflair
- De Bruil
- Burgemeester Beinsdorp
- Laudermarke
- De Maten
- Munnekemoer
- Roelage,
- 't Schot
- Ter Haar

## Sport
La località è nota per il suo torneo internazionale di scacchi.